# Nørdre Odden
Nørdre Odden ist eine unbewohnte Schäreninsel in Norwegen und gehört zur Gemeinde Hustadvika in der Provinz Møre og Romsdal.
Sie liegt westlich vor dem Dorf Bud im Seegebiet am Übergang von Hustadvika in den Harøyfjord. Westlich liegen die Inseln Søre Odden und Midtodden, südlich Håskjæret. Die Insel liegt etwa 450 Meter vom östlich gelegenen Festland entfernt, von dem sie durch den Storsundet getrennt ist.
Nørdre Odden erstreckt sich von Nordosten nach Südwesten über etwa 450 Meter bei einer Breite von bis zu ungefähr 150 Metern. Sie erreicht eine Höhe von bis zu 10 Metern. Die felsige Insel ist karg und nur wenig bewachsen. An ihrer nordöstlichen Spitze befindet sich ein Seezeichen.